# Узбеци
Узбеци су туркијски народ, који претежно живи у Узбекистану, где чини око 80% становништва. Узбека укупно има око 21.795.000, од тога у Узбекистану 16.623.000, Авганистану 2.244.000, Таџикистану 1.373.000, Киргистану 670.000. По вери су муслимани сунити.
Узбеци су најбројнији народ у средњој Азији.

## Историја
Представљају мешане потомке старих иранских племена (Согдијанаца, Хорезмијаца, Масегета и Сака) и турских номадских народа. Као народ формирали су се у периоду од 15. до 16. века. Завладавши средњом Азијом (16. век) напуштају номадски начин живота. Традиционално су се бавили земљорадњом (гајење памука), те сточарством (гајили су овце, козе, говеда, камиле, коње и мазге).

## Језик
Узбеци говоре узбечким језиком, који спада у туркијску групу алтајске породице језика.

## Галерија
- Узбекистан
- Узбеци у Авганистану